# Brie Larson

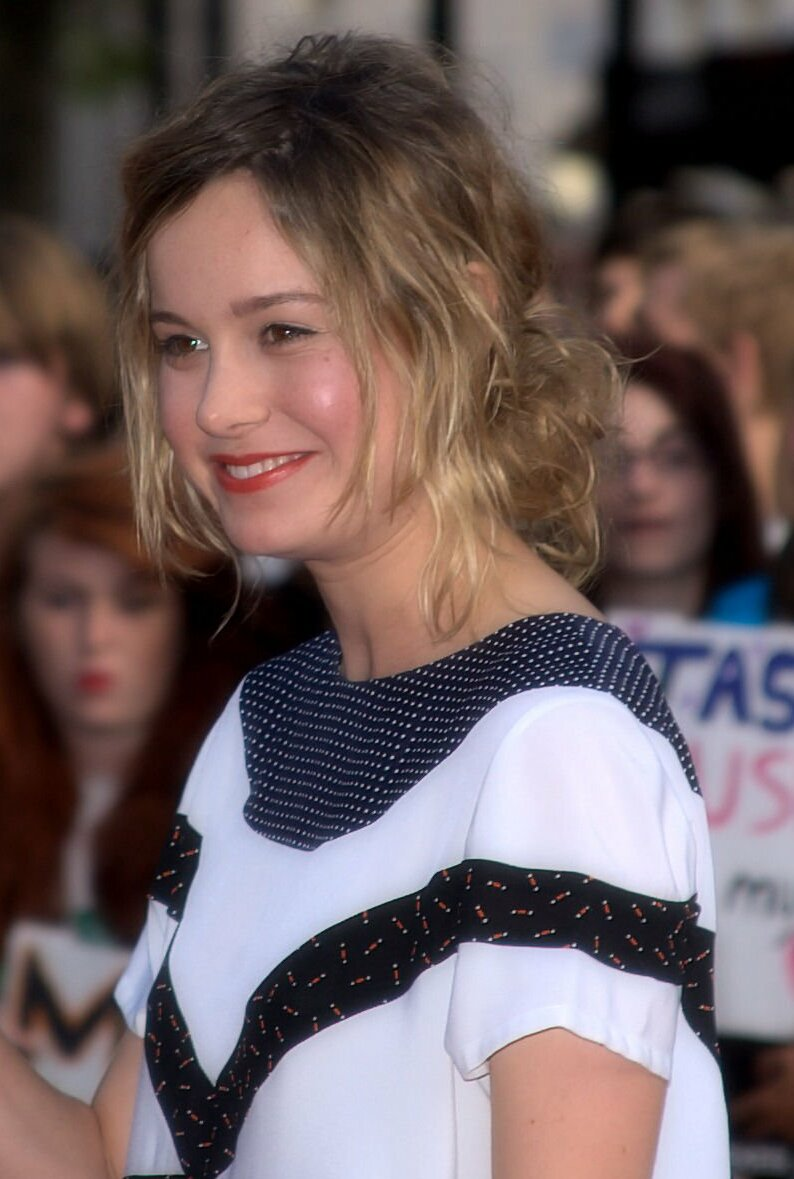
Brie Larson (2010)

Brianne Sidonie Desaulniers, coneguda com a Brie Larson (Sacramento, Califòrnia, 1 d'octubre de 1989) és una actriu, realitzadora i cantant estatunidenca.
Es va revelar el 2013 amb la pel·lícula States of Grace i posteriorment va rebre diversos guardons com ara el Globus d'Or, el SAG Award, el BAFTA Award i l'Oscar de la millor actriu el 2016 per a un rol en Room.
D'ençà del 2019, interpreta el paper de Carol Danvers, i doncs la superheroina Captain Marvel, a l'Univers cinematogràfic de Marvel, com a protagonista principal a la pel·lícula epònima Captain Marvel, figura entre els superherois més potents a Avengers: Endgame i apareix en cameo a Shang-Chi and the Legend of the Ten Rings. Va ser de nou protagonista principal el 2023 a The Marvels juntament amb Iman Vellani, Teyonah Parris i Samuel L. Jackson.
Com a codirectora del curt The Arm, ha guanyat un premi especial a Sundance per la seva vàlua còmica.
Larson, que s'implica activament en qüestions socials i polítiques, és una activista famosa que milita per la igualtat de gènere i la defensa de les supervivents d'agressions sexuals.

## Filmografia

### Cinema
| Any  | Títol                       | Paper                          | Notes                                                                                      |
| ---- | --------------------------- | ------------------------------ | ------------------------------------------------------------------------------------------ |
| 1999 | Special Delivery            | àngel petit                    |                                                                                            |
| 2003 | Right on Track              | Courtney Enders                |                                                                                            |
| 2004 | 13 Going on 30              | Six Chick                      |                                                                                            |
| 2004 | Sleepover                   | Elizabeth "Liz" Daniels        |                                                                                            |
| 2005 | Madison                     | noia                           |                                                                                            |
| 2006 | Hoot                        | Beatrice "L'Ossa" Leep         |                                                                                            |
| 2007 | Farce of the Penguins       |                                | Veu                                                                                        |
| 2008 | Remember the Daze           | Angie                          |                                                                                            |
| 2008 | The Babysitter              | Allison                        | Curtmetratge                                                                               |
| 2009 | House Broken                | Susan "Suzy" Decker            |                                                                                            |
| 2009 | Just Peck                   | Emily                          |                                                                                            |
| 2009 | Tanner Hall                 | Kate                           |                                                                                            |
| 2010 | Greenberg                   | Sara                           |                                                                                            |
| 2010 | Scott Pilgrim vs. The World | Natalie "Envy" Adams           |                                                                                            |
| 2011 | Treatment                   | Franny                         |                                                                                            |
| 2011 | Weighting                   | −                              | Curtmetratge; codirectora i coguionista                                                    |
| 2011 | Smorgasbord                 | Ciara                          | Curtmetratge                                                                               |
| 2011 | Rampart                     | Helen                          |                                                                                            |
| 2012 | 21 Jump Street              | Molly                          |                                                                                            |
| 2012 | The Trouble with Bliss      | Stephanie Jouseski             |                                                                                            |
| 2012 | The Arm                     | −                              | Curtmetratge; codirectora i coguionista                                                    |
| 2013 | Bitter Orange               | Myrtle                         | Curtmetratge                                                                               |
| 2013 | Don Jon                     | Monica Martello                |                                                                                            |
| 2013 | Short Term 12               | Grace                          |                                                                                            |
| 2013 | The Spectacular Now         | Cassidy                        |                                                                                            |
| 2014 | The Gambler                 | Amy Phillips                   |                                                                                            |
| 2015 | Digging for Fire            | Max                            |                                                                                            |
| 2015 | Trainwreck                  | Kim Townsend                   |                                                                                            |
| 2015 | Room                        | Joy "Ma" Newsome               | Oscar a la millor actriu Globus d'Or a la millor actriu dramàtica BAFTA a la millor actriu |
| 2016 | Free Fire                   | Justine                        |                                                                                            |
| 2017 | Kong: Skull Island          | Mason Weaver                   |                                                                                            |
| 2017 | The Glass Castle            | Jeannette Walls                |                                                                                            |
| 2017 | Unicorn Store               | Kit                            | Directora i productora                                                                     |
| 2017 | Basmati Blues               | Linda                          |                                                                                            |
| 2018 | Captain Marvel              | Carol Danvers / Captain Marvel |                                                                                            |
| 2019 | Avengers:EndGame            | Carol Danvers / Captain Marvel |                                                                                            |
| 2023 | The Marvels                 | Carol Danvers / Captain Marvel |                                                                                            |

## Televisió
| Sèries que encara no s'han estrenat | Indica sèries que encara no s'han estrenat |

| Any       | Títol                           | Paper                          | Notes                                                                           | Ref(s)      |
| --------- | ------------------------------- | ------------------------------ | ------------------------------------------------------------------------------- | ----------- |
| 1998–1999 | The Tonight Show with Jay Leno  | Diversos                       |                                                                                 | [ 4 ]       |
| 1998      | To Have & to Hold               | Lily Quinn                     | 2 episodis                                                                      | [ 5 ]       |
| 1999      | Touched by an Angel             | Rachel                         | Episodi: "Into the Fire"                                                        | [ 5 ]       |
| 1999      | Popular                         | Robin Robin                    | Episodi: "Fall on Your Knees"                                                   | [ 6 ]       |
| 2000      | Then Came You                   | Young Allison                  | Episodi: "Then Came Aidan's Ex"                                                 | [ 7 ]       |
| 2001–2002 | Raising Dad                     | Emily Stewart                  | Paper principal; 22 episodis                                                    | [ 8 ]       |
| 2003      | Right on Track                  | Courtney Enders                | Telefilm                                                                        | [ 5 ] [ 9 ] |
| 2003      | Hope & Faith                    | Sydney Shanowski               | Pilot no emès                                                                   | [ 10 ]      |
| 2008      | Ghost Whisperer                 | Krista Eisenburg               | Episodi: "Slam"                                                                 | [ 11 ]      |
| 2009      | The Burg                        | Noia hipster                   | Episodi: "Change"                                                               |             |
| 2009–2011 | United States of Tara           | Kate Gregson                   | Paper principal; 36 episodis                                                    | [ 12 ]      |
| 2011      | The League                      | Ashley                         | 2 episodis                                                                      | [ 13 ]      |
| 2012      | NTSF:SD:SUV::                   | Katerin                        | Episodi: "The Real Bicycle Thief"                                               |             |
| 2013      | Kroll Show                      | Noia universitària             | 2 episodis                                                                      |             |
| 2013–2014 | Community                       | Rachel                         | 3 episodis                                                                      | [ 14 ]      |
| 2015      | Comedy Bang! Bang!              | Ella mateixa                   | Episodi: "Brie Larson Wears a Billowy Long-Sleeve Shirt and White Saddle Shoes" | [ 15 ]      |
| 2016      | Saturday Night Live             | Ella mateixa                   | Episodi: "Brie Larson/Alicia Keys"                                              | [ 16 ]      |
| 2019      | Carpool Karaoke: The Series     | Ella mateixa                   | Episodi: "Samuel L. Jackson & Brie Larson"                                      | [ 17 ]      |
| 2019      | Jimmy Kimmel Live!              | Presentadora convidada         | Episodi: "Guest Hostess Brie Larson / Jamie Foxx"                               | [ 18 ]      |
| 2019      | Running Wild with Bear Grylls   | Ella mateixa                   | Episode: "Brie Larson"                                                          |             |
| 2020      | Animal Talking with Gary Whitta | Ella mateixa                   | Veu; episodi: "Brie Larson, DrLupo, Friskk, Kenny Fong"                         |             |
| 2022      | Ms. Marvel                      | Carol Danvers / Captain Marvel | Episodi: "No Normal"; cameo sense acreditar entre els crèdits                   | [ 19 ]      |
| 2022      | Growing Up                      | Presentadora                   | També creadora, productora adjunt i directora                                   | [ 20 ]      |
| 2023      | HouseBroken                     | Bowie                          | Veu; episodi: "Who's Getting Up There?"                                         | [ 21 ]      |
| 2023      | Lessons in Chemistry            | Elizabeth Zott                 | També productora adjunta                                                        | [ 22 ]      |
| 2023      | Scott Pilgrim Takes Off         | Natalie "Envy" Adams           | Veu; 6 episodis                                                                 | [ 23 ]      |